# Rotkäppchen und der böse Wolf
Rotkäppchen und der böse Wolf (Originaltitel N or M?) ist der 30. Kriminalroman von Agatha Christie. Er erschien 1941 zuerst in den USA bei Dodd, Mead and Company und im November desselben Jahre im Vereinigten Königreich im Collins Crime Club. Der Scherz Verlag (Bern) veröffentlichte 1945 die deutsche Erstausgabe unter dem Titel Das Haus der Mrs. Perenna in der bis heute verwendeten Übersetzung von Lino Rossi. 1960 wurde der Roman im selben Verlag unter dem neuen Titel Rotkäppchen und der böse Wolf herausgegeben. 2019 erschien der Roman in der Übersetzung von Michael Mundhenk unter dem Titel N oder M im Atlantik Verlag.
Es handelt sich streng genommen nicht um einen Kriminalroman, sondern um einen klassischen Spionagethriller. Es treten erneut Tommy und Tuppence Beresford auf. Nach ihren ersten Auftritten in dem Roman Ein gefährlicher Gegner (1922) und der Sammlung von Kriminalgeschichten Die Büchse der Pandora (1929) sind sie nun ein Ehepaar Anfang 40. Das Paar sind die einzigen wiederkehrenden Figuren im Werk Christies, die entsprechend dem Erscheinungsjahr der Geschichten und Romane altern, wenn auch nicht ganz biografisch stimmig. Im nächsten Roman mit ihnen, Lauter reizende alte Damen, sind sie in ihren 60ern, im letzten Roman, Alter schützt vor Scharfsinn nicht, etwa Anfang 70.

## Erklärung des Romantitels
Der Titel entstammt dem Katechismus aus dem Book of Common Prayer, dem allgemeinen Gebetbuch der Anglikanischen Kirche:
Frage: „Wie heißest Du?“ Antwort: „N. oder M.“ Die Buchstaben sind dabei Platzhalter für einen (N.) oder mehrere (M.) Taufnamen des angesprochenen Konfirmanden.

## Handlung
Nach dem Ausbruch des Zweiten Weltkrieges und viele Jahre, nachdem sie für den Britischen Geheimdienst gearbeitet hatten, fühlen sich Tommy und Tuppence Beresford nutzlos und überflüssig. Als nun Mr. Carter, sein alter Vorgesetzter beim Geheimdienst, an Tommy herantritt, noch einmal undercover zu ermitteln, schließt Tuppence sich ihm an – ob er und seine Auftraggeber nun wollen oder nicht.
Tommy macht sich auf die Suche nach einem deutschen Agenten in der Spitze der britischen Armee. Es besteht der Verdacht, ein Mitglied der Fünfte Kolonne der deutschen Nazis habe sich dort als Maulwurf einschleusen lassen. Die einzige Spur ist die kryptische Nachricht eines britischen Agenten auf seinem Totenbett: "N or M. Song Susie". "Song Susie" steht für Sans Souci, eine Pension in Leahampton, und N und M sind zwei deutsche Spione – eine Frau und ein Mann, deren Identitäten nicht bekannt sind.
Tommy reist in die Küstenstadt Leahampton und quartiert sich in der Pension von Mrs. Perenna ein, einer zwielichtig wirkenden Person. Dort gibt er sich als ein Witwer namens Mr. Meadowes aus. Was er zunächst nicht ahnt: Auch Tuppence hat sich dort häuslich niedergelassen und zwar als Witwe Mrs. Blenkensop. Tommy spielt das Spiel mit und beginnt, mit „Mrs. Blenkensop“ zu flirten. Lange Zeit geht die Tarnung gut. In der Pension haben sich ein bunter Querschnitt durch die britische Gesellschaft und Emigranten einquartiert, die alle unter Verdacht geraten. Nach und nach decken Tommy und Tuppence die Zusammenhänge auf und kommen den feindlichen Agenten auf die Spur.
Im letzten Drittel des Romans eskaliert die Situation: Tommy wird entführt und in einem Geheimversteck im Haus von Commander Haydock festgehalten. Tuppence gerät bei einem Einsatz, bei dem sie als deutsche Agentin auftritt, aber enttarnt wird, ebenso in dessen Gewalt. Haydock  und Mrs. Sprot erweisen sich als die gesuchten Agenten. In letzter Sekunde können Tommy und Tuppence mit Hilfe ihres früheren Helfers Albert befreit werden. Am Ende decken die zwei Pläne für eine deutsche Invasion nach England auf. Nebenbei entpuppt sich Mrs. Perenna als Irin und Sympathisantin der IRA.

## Personen
- Tommy und Tuppence Beresford, undercover in Diensten des britischen Geheimdienstes
- Albert, ihr ehemaliger treuer Diener, jetzt Pubbesitzer
- Mrs. Perenna, Inhaberin einer Pension am Meer
- Sheila, ihre Tochter, eine ernste, in sich gekehrte junge Frau
- Carl von Deinim, deutscher Emigrant und vor den Nazis geflohener Wissenschaftler, verliebt in Sheila
- Major Bletchley, Hotelgast und Tommys Golfpartner, mit unklaren Beziehungen zu Deutschland
- Commander Haydock, Nachbar von Mrs. Perenna und aktiv in der Spionageabwehr
- Mrs. Sprot und Töchterchen Betty, Hotelgäste, geflüchtet vor den Luftangriffen auf London
- Mrs. O’Rourke, Hotelgast, resolute und neugierige ältere Dame
- Wanda Polonska, geheimnisvolle Fremde, die in der Gegend auftaucht
- Mr. Carter, Tommys Vorgesetzter beim Geheimdienst in London

## Bezüge zu anderen Werken
Es gibt mehrfach Anspielungen im Buch auf den ersten Tommy-und-Tuppence-Roman Ein gefährlicher Gegner. So erinnert sich Albert daran, wie er damals seine ehemalige Herrschaft kennenlernte. In Alter schützt vor Scharfsinn nicht erinnert Tommy Tuppence an die nun Jahrzehnte zurückliegenden Geschehnisse und neckt sie mit ihrem Auftritt als Mrs. Blenkensop. Auch der nun verwitwete Albert ist hier wieder als Diener mit von der Partie.

## Wichtige englischsprachige und deutschsprachige Ausgaben
- 1941, Dodd Mead and Company (New York), 1941, Hardback, 289 Seiten
- 1941, Collins Crime Club (London), November 1941, Hardback, 192 Seiten
- 1945 deutsche Erstausgabe in der Übersetzung von Lino Rossi[4][5]
- 1960 neuer Titel[6]
- 2019 deutsche Neuausgabe (Atlantik Verlag) in der Übersetzung von Michael Mundhenk unter dem Titel N oder M